# Charaxes watti
Charaxes watti är en fjärilsart som beskrevs av Butler 1880. Charaxes watti ingår i släktet Charaxes och familjen praktfjärilar. Inga underarter finns listade i Catalogue of Life.